# Nicolaus Berkhout

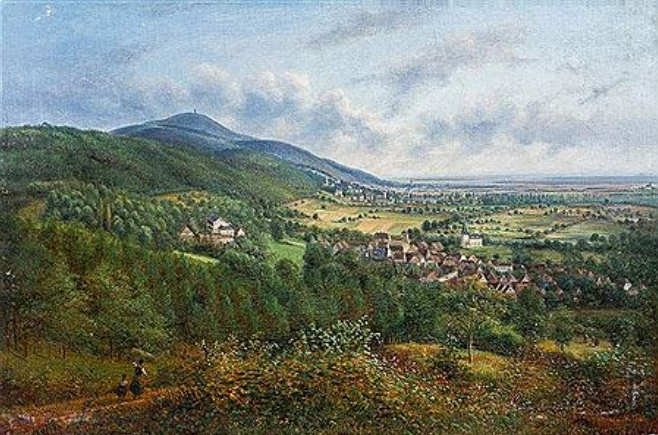
Seeheim an der Bergstraße

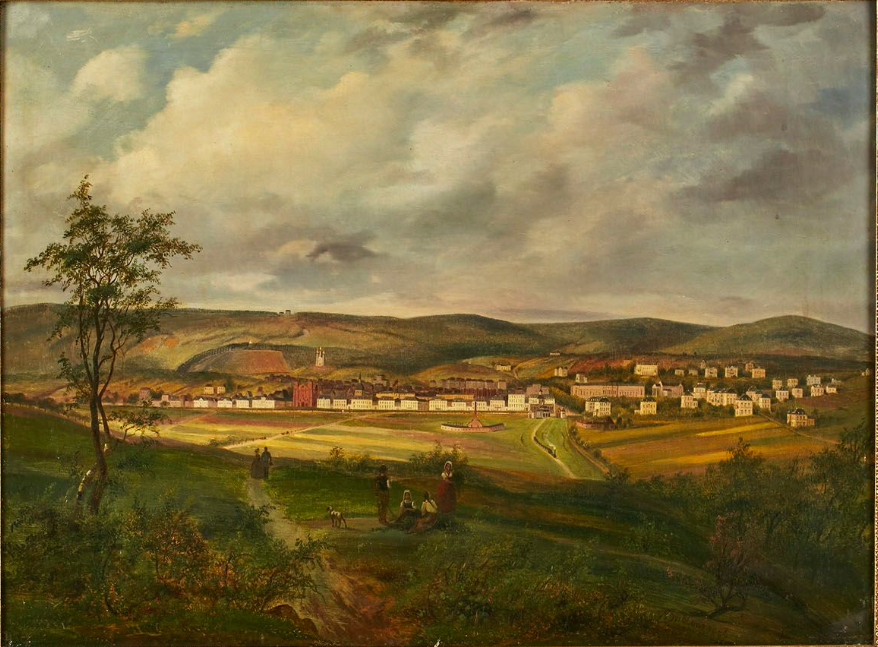
Ansicht von Wiesbaden (1856)

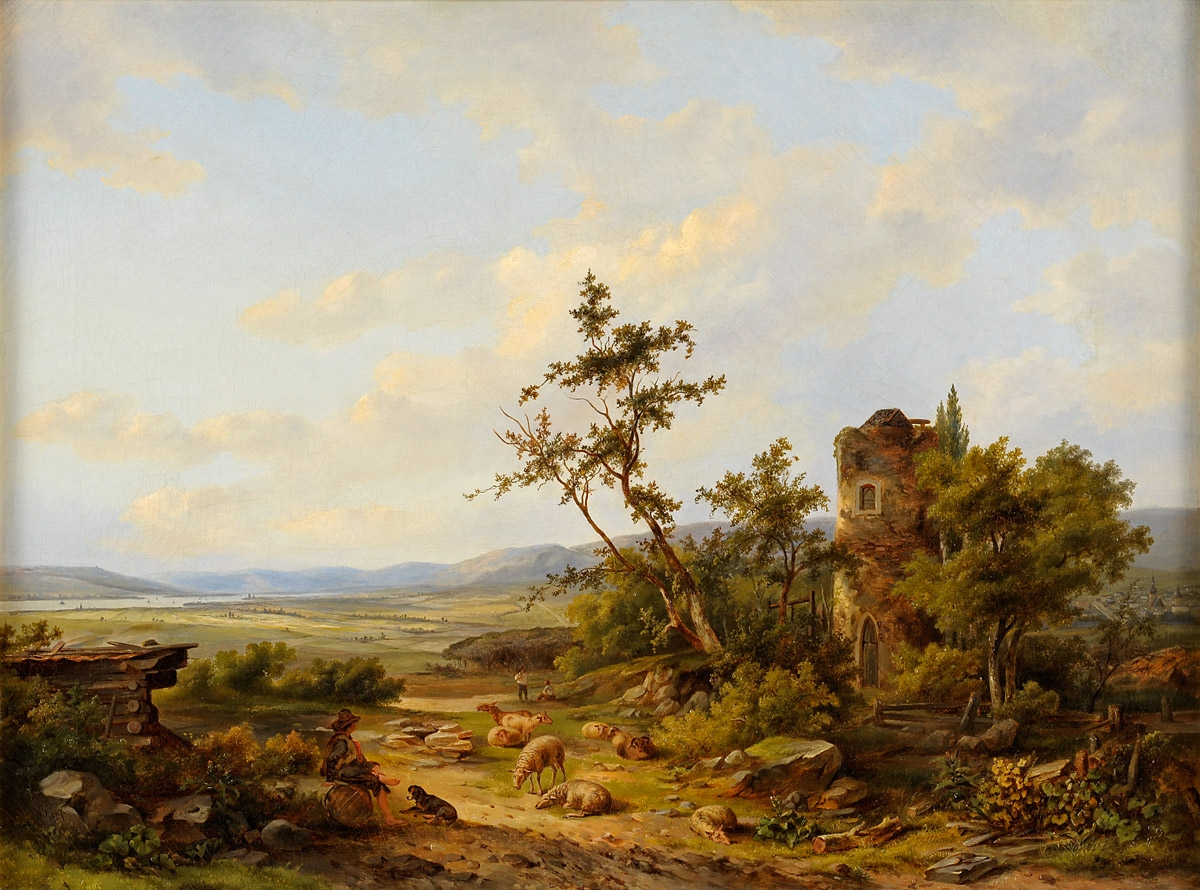
Landschaft mit Burgruine (1847)

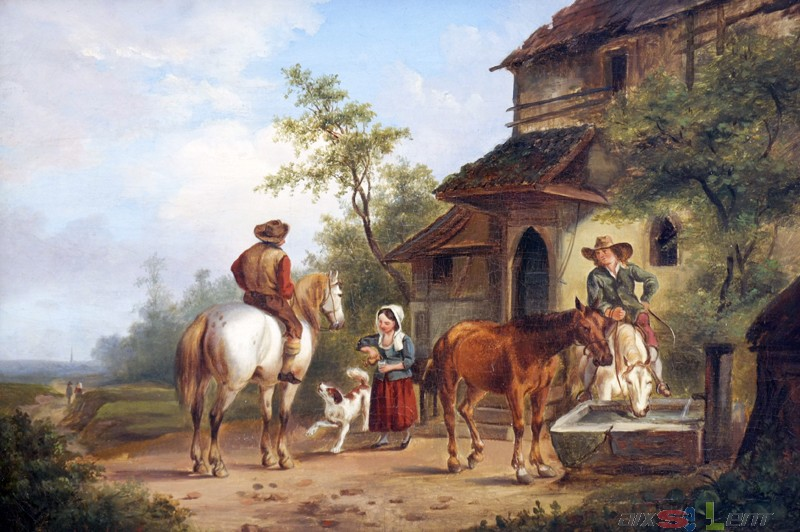
Rast an der Schänke (1849)

Nicolaus Berkhout (* 15. Februar 1813 in Sartam (heute: Zaandam); † 21. Oktober 1892 in Wachenheim) war ein niederländischer Genre- und Landschaftsmaler.

## Familie
Geboren wurde er als Sohn des Gutsbesitzerehepaares Hendrik und Katharina Berkhout, geborene Hartmann. Die Familie war evangelisch. Verheiratet war Nicolaus Berkhout mit Marie Rosine Antoinette, geborene Nieuwkerk (* 6. Dezember 1808 in Amsterdam, † 1. November 1875 in Darmstadt). Das Ehepaar hatte mindestens drei Kinder:
- Moritz Georg Julius Berkhout (* 1836 in Wiesbaden-Biebrich; † 14. März 1850 in Mainz)[4]
- Katharina Marie Isabelle (* 28. Juni 1839 in Amersfoort; † 14. März 1868 in Bessungen)[5]
- Henry Nicolaus (* 1. März 1844 in Sartam; † 3. Dezember 1877 in Seeheim). Er absolvierte eine Bildhauerlehre bei Johann Baptist Scholl in Darmstadt.[6]

## Leben und Werk
Nicolaus Berkhout absolvierte seine Ausbildung wohl auf der Königlichen Akademie der Bildenden Künste in Amsterdam. Im Zeitraum von 1834 bis 1842 wohnte und arbeitete er in Hilversum und Amsterdam. 1834, 1836, 1841 und 1842 beschickte er Ausstellungen in den Niederlanden mit Bildern. 1842 befand er sich mit einem Bildhauer-Kollegen auf Wanderschaft. 1850 starb der älteste Sohn von Nicolaus Berkhout in Mainz und anlässlich dieses Ereignisses ist belegt, dass der Schwiegervater von Nicolaus Berkhout zu diesem Zeitpunkt in Biebrich lebte. Auch anhand der aus dieser Zeit bekannten Bilder malte er damals schon im Großherzogtum Hessen und angrenzenden Gebieten. Bis etwa 1860 ist seine Biografie ansonsten kaum belegt. Seine Verbindung in das Großherzogtum Darmstadt könnte über den dortigen Hofmaler Joseph Hartmann zu Stande gekommen sein, von dem eine Verwandtschaft mit der Mutter von Nicolaus Berkhout vermutet wird. Ab 1863 wohnte Nicolaus Berkhout mit seiner Familie in Darmstadt, ab 1867 in Bessungen, spätestens ab 1871 in Seeheim. Ab 1880 ist für Nicolaus Berkhout als Wohnort Wachenheim in der Pfalz (Bayern) nachgewiesen.
Berkhout erhielt aus Hessen und dessen Umgebung zahlreiche private und einige öffentliche Aufträge. Die Gemälde aus den zahlreichen Privataufträgen befinden sich heute oft noch in Familienbesitz, so dass es schwer ist, einen Überblick über Berkhouts Werk zu erhalten. Unter den Auftraggebern befand sich mehrfach Fürst Ernst zu Leiningen. Zahlreich sind ab 1860 Landschaftsdarstellungen aus Starkenburg, Rheinhessen und ab 1871 der Pfalz. Er malte naturalistisch, seine Darstellungen zeichnen sich durch Detailtreue aus und manchmal auch dadurch, dass er ein aktuelles Ereignis in das Bild integrierte. In der Regel signierte und datierte Berkhout seine Werke. Die letztdatierten Werke, die von ihm bekannt sind, stammen von 1887. 1987 wurde der Maler durch eine Wanderausstellung gewürdigt, die die Sparkasse Bad Dürkheim an vier Orten in der Region zeigte.